# Kiwiaesthetus

Kiwiaesthetus (лат.) — род жуков-стафилинид из подсемейства Euaesthetinae (Staphylinidae). 7 видов. Новая Зеландия.

## Описание
Мелкие жуки-стафилиниды. Голова, пронотум и надкрылья гладкие, тонко микроскульптированные. Основная окраска коричневая. Глаза крупные (более чем на две трети превосходят длину головы, измеренную от фронтального края до затылка). III-VII-й абдоминальные сегменты без парасклеритов. III-VI-й абдоминальный сегменты каждый со швом, разделяющим тергит и стернит; III-й абдоминальный стернит с латеральным килем. Обладают формулой лапок 4-4-4.

## Систематика
Включает 7 видов. Первый вид этого рода был описан ещё в 1910 году крупным новозеландским колеоптерологом Томасом Броуном (Thomas Broun; 1838—1919), и сначала входил в состав родового таксона (Dimerus), а затем в род Agnosthaetus.
Kiwiaesthetus был первоначально выделен в 2008 году немецким колеоптерологом Volker Puthz (Max-Planck-Institut für Limnologie, Шлиц, ФРГ) на основании новозеландского типового вида Kiwiaesthetus whitehorni (Broun, 1910) и включён в трибу Austroesthetini Cameron, 1944 вместе с родами Austroesthetus — Chilioesthetus — Mesoaesthetus — Nothoesthetus — Tasmanosthetus.
- Kiwiaesthetus biimpressus Puthz, 2008
- Kiwiaesthetus carltoni Puthz, 2008
- Kiwiaesthetus kieneri Puthz, 2008
- Kiwiaesthetus kuscheli Puthz, 2008typus[6]
- Kiwiaesthetus lescheni Puthz, 2008
- Kiwiaesthetus ramsayi Puthz, 2008
- Kiwiaesthetus whitehorni (Broun, 1910). Ранее был включён в состав рода Agnosthaetus под названием Agnosthaetus whitehorni (Broun, 1910) (=Dimerus whitehorni)[6][7].